# Dante A. Linyera
Dante A. Linyera, eigentlich  Francisco Bautista Rímoli, (* 2. August 1902 in Buenos Aires; † 14. Juli 1938 ebenda) war ein argentinischer Lyriker und Journalist.

## Leben
Linyera wuchs im Barrio San Cristóbal auf und lernte schon früh Vicente Greco (Garrote) kennen, dessen Familie in seiner Nachbarschaft lebte. Bereits zu seinen ersten literarischen Versuchen wählte Linyera sein Pseudonym unter dem er bis heute bekannt ist: „Dante A.“ steht dabei für den italienischen Dichter Dante Alighieri und „Linyera“ bezeichnet in Lunfardo einen Strolch oder Tagedieb. 
Nach einer kurzen kaufmännischen Ausbildung bekam Linyera eine Anstellung in einer Bank, übte aber diesen Beruf nur kurze Zeit aus. Er schrieb regelmäßig für die Zeitungen La Montaña und El Telégrafo. Mit Hilfe von Kollegen gründete er für Jugendliche die Zeitschrift El Purrete und später die Sportnachrichten La Cancha.
Ab 1921 wirkte Linyera auch als Journalist der von Vicente Buccheri gegründeten Zeitschrift El alma que canta und 1928 gründete er nahezu ohne Hilfe die Zeitschrift La canción moderna (späterer Name Radiolandia). Daneben entstanden nahezu täglich Liedtexte oder Gedichte, welche dann – meist von Tango-Musikern vertont wurden; u. a. von Alberto Cima, Francisco und Julio De Caro, Carlos Marcucci, Domingo Precona oder Rafael Tuegols. 
Linyera starb zwanzig Tage vor seinem 36. Geburtstag am 14. Juli 1938 in Buenos Aires und fand dort auch seine letzte Ruhestätte. 

„Todavía recuerdo su aire de muchacho triste, pensativo y sus largas caminatas por la calle Corrientes. Fue un cantor angustiado de lo porteño, un hombre ensombrecidopor el sufrimiento de los pobres. Y todavía me acuerdo de su pierna claudicante, de su andar defectuosoque parecía confirmar que él era un poeta de la mala pata“

## Werke (Auswahl)
- A la Francesca.
- Bailarin.
- Cenicienta.
- Cocoliche.
- Loca Bohemia.
- Olor a Madre.
- Serenata.
- Sueño del amor.